# 箱崎出入口 (福岡県)

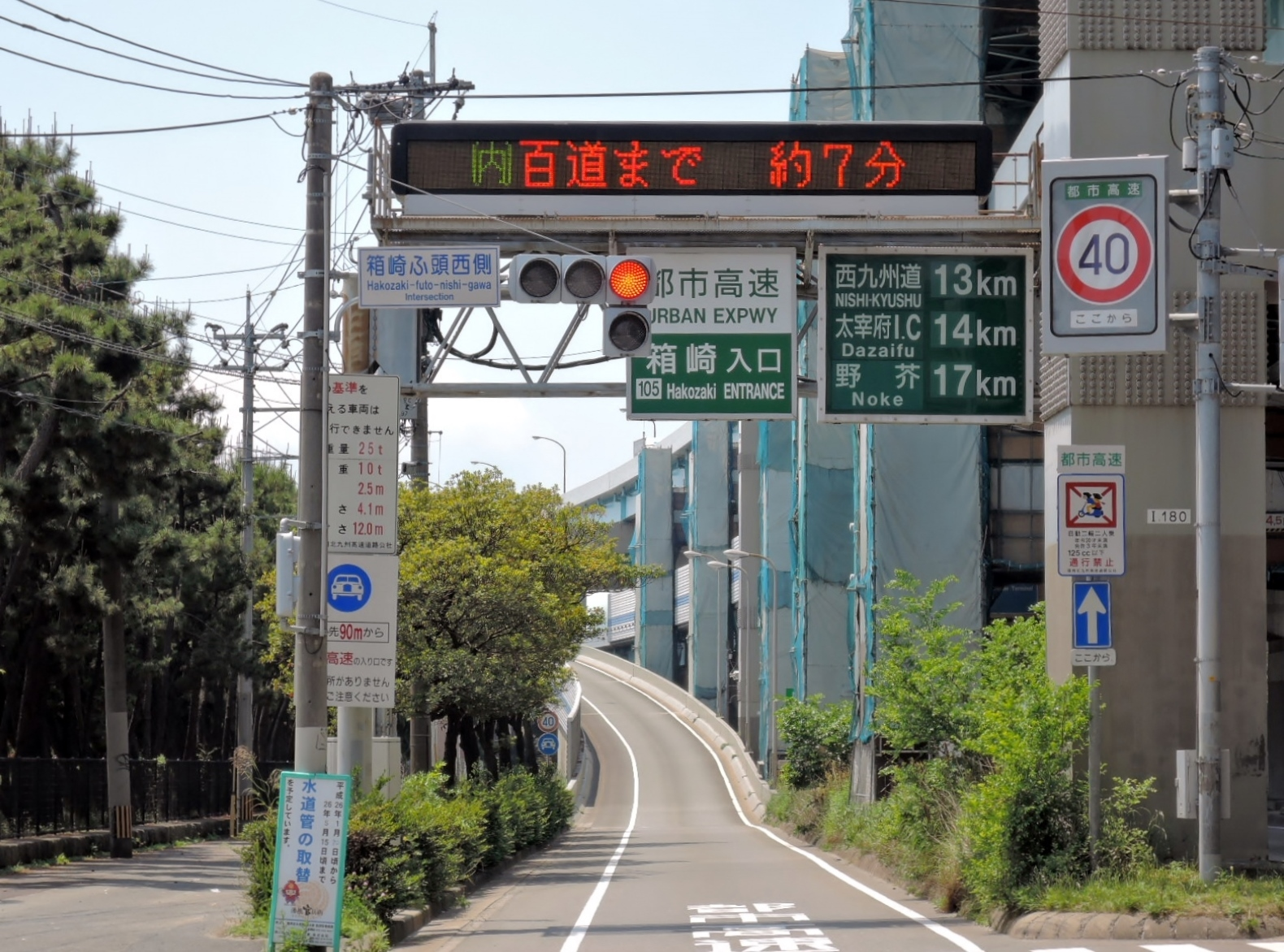
福岡高速道路１号香椎線箱崎入口

箱崎出入口（はこざきでいりぐち）は福岡県福岡市東区にある福岡高速道路1号香椎線の出入口。

## 周辺
- 箱崎埠頭
- 九州大学箱崎キャンパス　※2018年秋に一部を残し伊都キャンパスへ移転
- 東区役所
- 国道3号

## 料金所

### 天神北・百道方面
- ブース数：2
  - ETC専用：1
  - 一般：1

## 注意点
香椎・貝塚JCT・福岡IC方面（北行き）へは行けない。
香椎方面から進むと、この付近で3車線から2車線に減少する為、朝・夕方は頻繁に渋滞する。

## 隣
福岡高速1号香椎線
(104)名島出入口 - 貝塚JCT - (105)箱崎出入口 - (106,107)東浜出入口